# Gerónimo Giménez
Gerónimo Giménez y Bellido, również Jerónimo, Jiménez (ur. 10 października 1854 w Sewilli, zm. 19 lutego 1923 w Madrycie) – hiszpański kompozytor i dyrygent.

## Życiorys
W wieku 12 lat został pierwszym skrzypkiem Teatro Principal w Sewilli, w wieku 17 dyrygował orkiestrą. Studiował w Konserwatorium Paryskim, gdzie jego nauczycielami byli Jean-Delphin Alard, Ambroise Thomas i Augustin Savard. Od 1885 roku dyrygował w Teatro Apolo w Madrycie, następnie dzięki Ruperto Chapíemu otrzymał angaż do Teatro de la Zarzuela. Działał jako dyrygent w madryckim Sociedad de Conciertos. Poprowadził hiszpańską premierę Carmen Bizeta. Wykonywał dzieła kompozytorów niemieckich, francuskich i rosyjskich.
Skomponował przeszło 60 zarzuel, przeważnie jednoaktowych, w warstwie muzycznej obficie czerpiąc z hiszpańskiego folkloru muzycznego. Napisał trzy kadencje do Koncertu skrzypcowego Ludwiga van Beethovena.